# リング綴じ

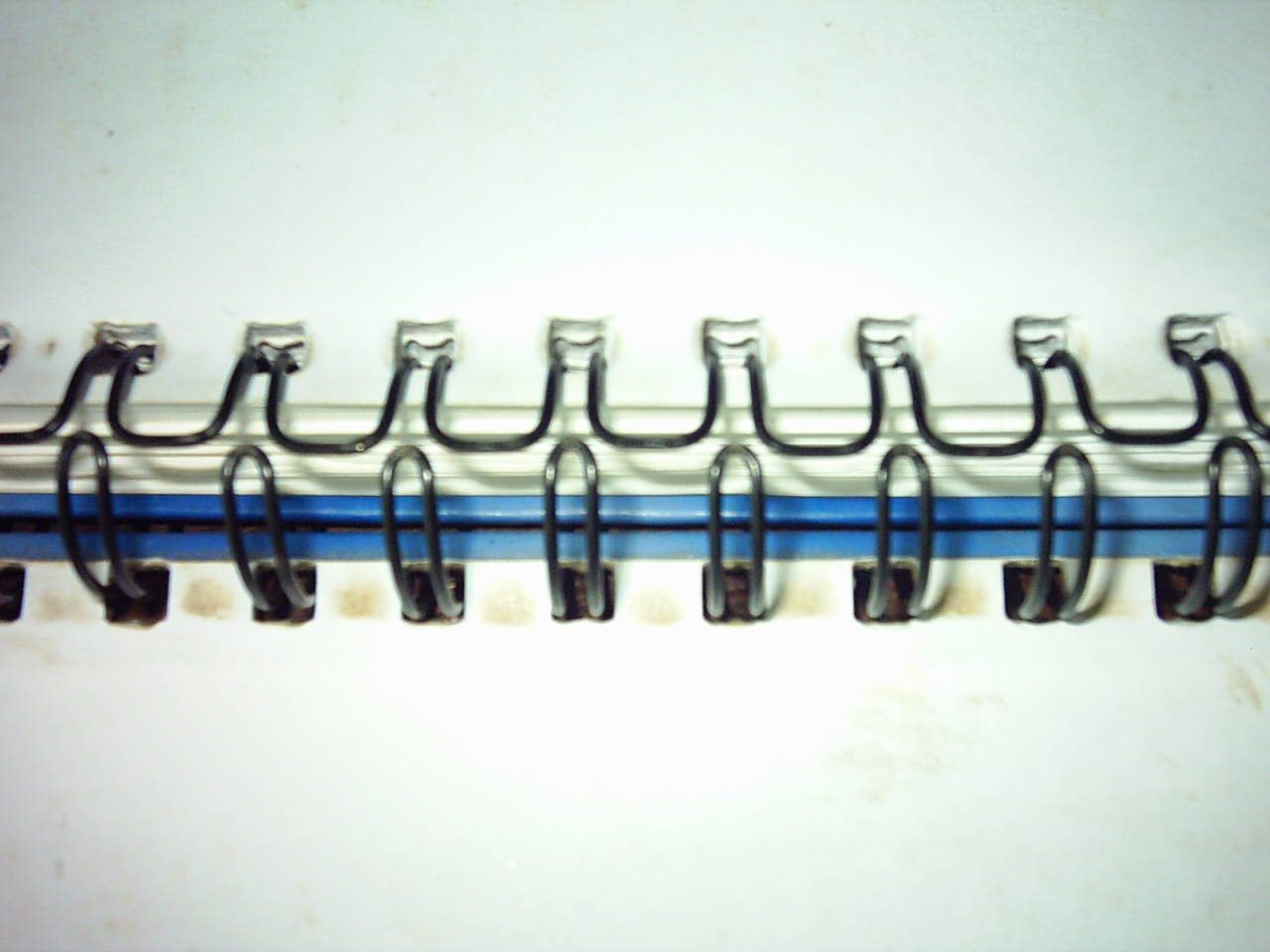

リング綴じ（リングとじ）とは、製本方法の一種。
1934年、イギリス人ジェームス・バーン（James Burn）によって発明された。まず、ナイロン皮膜の鉄線やスズメッキをした鉄線を櫛状に加工する。一方、この櫛の歯と歯の間隔と同じ間隔で製本したい紙に穴を開ける。次に、穴を開けた紙に櫛状の鉄線を通し、圧力をかけて櫛を丸くし、紙が鉄線から外れないようにする。加工後は丸いリング状となる櫛の歯一つ一つが鉄線2本でできているので、ダブルリング綴じ、またはツインワイヤ綴じと呼ばれることも多い。
櫛状に加工した鉄線は長らく英国のジェームス・バーン・インターナショナル社が独占的に供給してきたが、現在では、世界各国に同様のメーカーがある。櫛の歯が1インチに3つあるものを3:1ピッチ（8.47ミリピッチ）、2つあるものを2:1ピッチと呼び、通常は3:1ピッチが使用される。ただし、日本では、東京の笹岡工業が、櫛の歯と歯の間隔を9.5ミリに設定したものを独自に製造販売したため、9.5ミリピッチが標準規格となっている。
リング綴じは、道路地図や写真集の他に、カレンダーやスケッチブック、ノートによく用いられる。他の製本方法との最大の違いは綴じたものを開いたときに完全に平らな状態になることであり、見たいページ以外をすべて後ろにぐるりと回すこともできる。スケッチブックやノートであれば筆記にとても便利である。紙に穴を開ける機能とリングを綴じる機能を備えた卓上の製本機があれば、誰でも簡単に製本ができることもリング綴じの特徴の一つである。
また他にシングルワイヤで綴じるものもある。